# Diogo Botelho Pereira

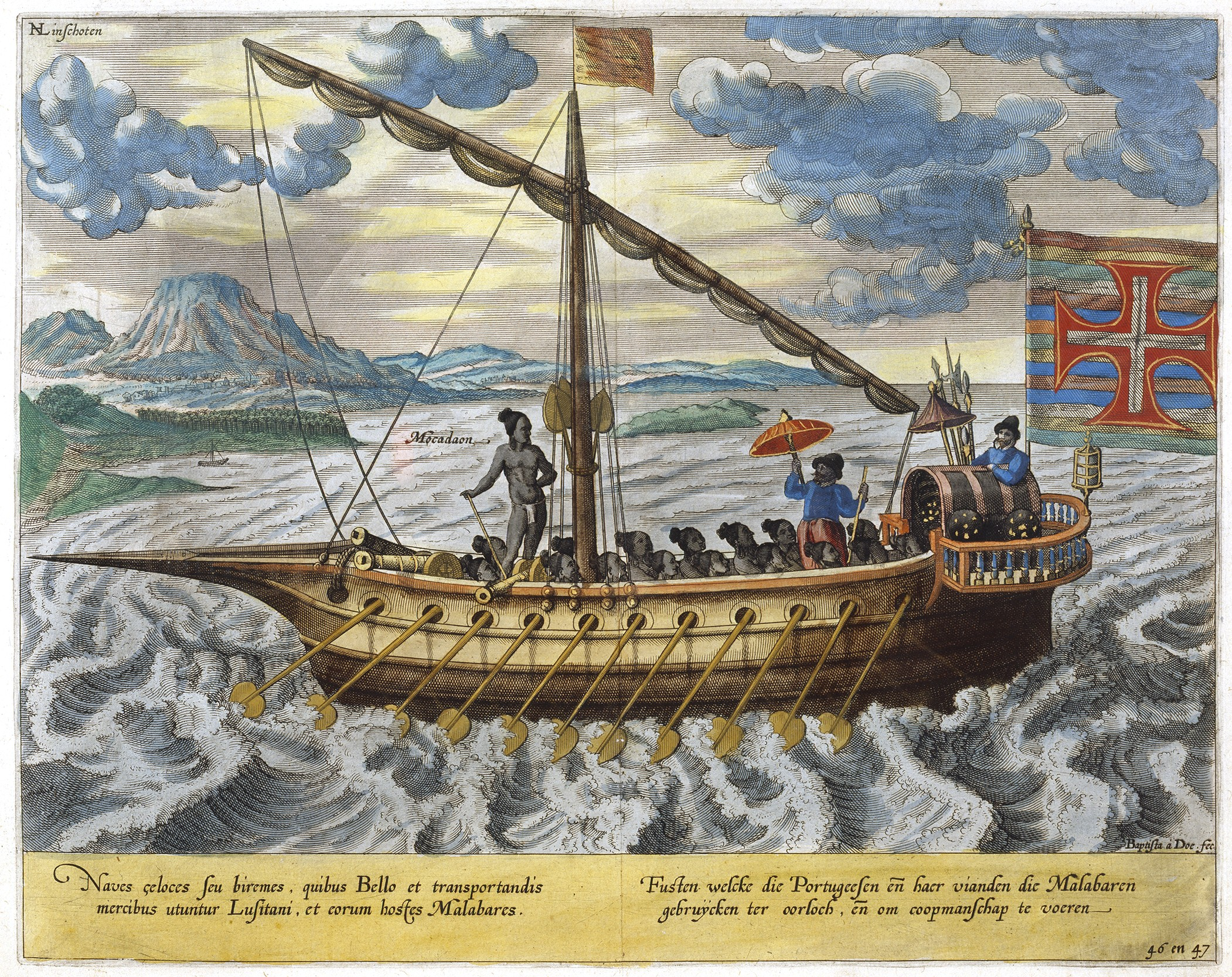
Fusta portugaise représentée par Jan Huygen van Linschoten, similaire à ce que Diogo Botelho aurait pu utiliser

Diogo Botelho Pereira est un noble portugais du XVIe siècle, fonctionnaire colonial, navigateur et cartographe. Il entreprend un voyage audacieux par mer de l'Inde au Portugal à bord d'une fusta ou galiote.

## Biographie
Né en Inde portugaise, Botelho est le fils d'Iria Pereira et d'António Real, capitaine du fort Emmanuel de Cochin ,. En Inde, Botelho apprend à naviguer et compile des cartes de portulan détaillées pour la marine portugaise, au service de laquelle il commande des navires de l'Armadas da Índia et participe à des expéditions militaires,.
Venant à Lisbonne, le roi Jean III lui accorde un titre officiel de fidalgo, mais Pereira déchoit de la faveur royale en raison du désaccord avec le monarque, concernant sa juste compensation pour les services à la Couronne, et il est plutôt banni en Inde à perpétuité. Cela motive son audacieuse entreprise de faire naviguer un minuscule navire (une fusta ou galiote de 5,5 mètres de long, 3 mètres de largeur, 1,5 mètre de haut) de l'Inde au Portugal, entre novembre 1535 et mai 1536, portant les premières nouvelles de la construction de la Fortaleza de Diu (en), pour prouver sa valeur et sa loyauté,. Le roi Jean lui décerne le poste de capitaine de São Tomé, entre 1541 et 1545 ; mais son navire est détruit, pour empêcher les nations européennes rivales de présupposer que le voyage vers l'Est pouvait être facilement entrepris et le monopole du Portugal remis en cause.
Pereira continue à servir dans la marine royale portugaise par la suite, sur des navires reliant Lisbonne et Goa; en 1549, il commande une flotte de cinq caraques (nau) à destination de l'Inde et revient en 1551. Plus tard dans sa vie, il reçoit le poste de capitaine de la forteresse portugaise de Cannanore en Inde,.

## Voir également
- Liste des gouverneurs de São Tomé et Príncipe portugais